# LU-P-4706
La carretera LU-P-4706 es una carretera de la red secundaria de Galicia que pertenece a la Diputación de Lugo. Une Pacios de Veiga, en el municipio de Puebla del Brollón, con A Cruz do Incio, en la provincia de Lugo, y tiene una longitud de 8,5 km.

## Trazado
La carretera parte de la carretera LU-653 a la altura de Pacios de Veiga, en el municipio de Puebla del Brollón. Unos metros más adelante enlaza con la LU-P-4711 a Vales y Piño. Posteriormente cruza la parroquia de Canedo, donde enlaza con la LU-P-4712 a Freituxe y cruza los lugares de Hermida y A Fonte. También atraviesa la parroquia de Óutara, antes de adentrarse en el municipio de Incio en sus últimos 1,3 km de recorrido. Finaliza en Incio, la capital del municipio, en la carretera LU-644 que la une con Bóveda.